# Balkanton

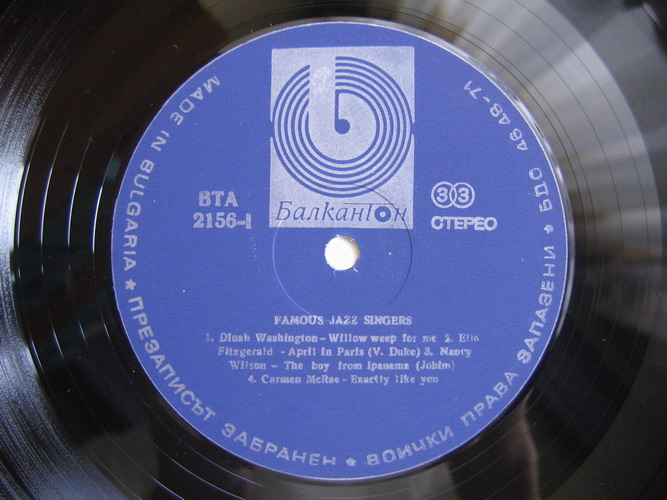
Label de disques Balkanton. Photo prise du disque : Divers artistes. Célèbres chanteurs de jazz. Balkanton (BTA 2156).

Balkanton (en bulgare : Балкантон) est un éditeur discographique fondé en 1952 en Bulgarie.

## Historique
Balkanton a été fondé par l'État bulgare dans le but de promouvoir sa culture musicale, dans le même esprit que Electrecord en Roumanie ou Qualiton (devenu Hungaroton) en Hongrie. Balkanton produit et édite des enregistrements de musique bulgare traditionnelle ou populaire, et aussi plus généralement des Balkans.